# Alfa Romeo 166
Alfa Romeo 166 (type 936) var en øvre mellemklassebil fra den italienske bilfabrikant Alfa Romeo. Modellen kom på markedet i oktober 1998 som efterfølger for Alfa Romeo 164.
166 var baseret på samme platform som forgængeren, som dog var blevet modificeret med nye hjulophæng. Dermed var forakslen blevet udstyret med dobbelte tværled i stedet for MacPherson-fjederben, og bagakslen med en multiledsaksel i stedet for forgængerens Camuffo-aksel. Også karrosseridesignet var af økonomiske årsager stærkt rettet mod forgængeren, f.eks. placering og form af front- og bagrude.
Teknisk set fandtes modellen i tre forskellige generationer: Den første til efteråret 2000, den anden til sensommeren 2003 og den tredje til produktionen sluttede i midten af 2007.

## Design
Et særligt kendetegn for de to første generationer var de relativt små forlygter (halogen- eller xenonlys) med indvendigt nærlys og fjernlyslygter med integreret positionslys. Usædvanlig var derudover bilens flade front.
På den tredje generation var fronten blevet modificeret og var nu rundere. Den havde bredere forlygter (nu som ekstraudstyr med bi-xenonlys), en "Scudetto" (Alfa-hjerte) i dobbelt størrelse og en venstremonteret, forreste nummerplade, som første gang var set på den mindre Alfa Romeo 156. I kabinen kom der nye materialer.
Bilen bar også en lille teknisk innovation, da Alfa Romeo allerede da modellen blev introduceret i 1998 havde udført de bageste blinklys som lysdioder i stedet for glødelamper. Først 8 til 10 år senere blev denne teknik i større omfang brugt af andre bilfabrikanter.

### Facelift
Motorerne blev modificeret i oktober 2000 for at kunne opfylde den nye Euro3-norm, hvilket de hidtidige motorer med Euro2-norm ikke kunne. Samtidig kom der et nyt, hurtigere navigationssystem, benævnt "G3".
I begge generationerne havde 2,5- og 3,0-litersmotorerne enten 5- (senere 6-)trins manuel gearkasse eller 4-trins automatgear (Sportronic) fra ZF. Automatgearet havde også manuel skiftemulighed.
I september 2003 fik modellen et optisk facelift med ændret frontparti, så den lignede modellerne 156 og GT.
Automatgearet kunne nu kun fås i kombination med 3,0-litersmotoren, hvor 3,2'eren (kendt fra 156 GTA, men her med 7 kW (10 hk) mindre) kun fandtes med 6-trins manuel gearkasse. Ny var også den 2,4-liters turbodieselmotor med 20 ventiler og 129 kW (175 hk, senere 132 kW (180 hk)), som kunne fås med enten sekstrins manuel eller femtrins automatisk gearkasse. Versionen med automatgear havde dog kun 330 i stedet for 385 Nm.
I løbet af årene blev den ene motor efter den anden taget af programmet, så programmet fra sommeren 2006 kun omfattede den 2,4-liters dieselmotor og den 3,2-liters benzinmotor.
- Alfa Romeo 166 (2000–2003)
- Alfa Romeo 166 (2003–2007)
- Bagfra

I slutningen af 2007 udgik bilen af produktion. Der er endnu ikke blevet introduceret nogen efterfølger.

## Tekniske data

### Benzinmotorer
|                                                | 2,0 Twin Spark        | 2,0 Twin Spark        | 2,0 V6 TB                 | 2,5 V6 24V                        | 2,5 V6 24V                        | 3,0 V6 24V                        | 3,0 V6 24V                        | 3,2 V6 24V            |
| Byggeår                                        | 10/1998−9/2000        | 10/2000−7/2006        | 10/1998−9/2000            | 10/1998−9/2000                    | 10/2000−9/2003                    | 10/1998−9/2000                    | 10/2000−7/2006                    | 9/2003−6/2007         |
| Motordata                                      |                       |                       |                           |                                   |                                   |                                   |                                   |                       |
| Motortype                                      | R4-benzinmotor        | R4-benzinmotor        | V6-benzinmotor            | V6-benzinmotor                    | V6-benzinmotor                    | V6-benzinmotor                    | V6-benzinmotor                    | V6-benzinmotor        |
| Antal ventiler pr. cylinder                    | 4                     | 4                     | 2                         | 4                                 | 4                                 | 4                                 | 4                                 | 4                     |
| Ventilstyring                                  | DOHC, tandrem         | DOHC, tandrem         | 2 × OHC, tandrem          | 2 × DOHC, tandrem                 | 2 × DOHC, tandrem                 | 2 × DOHC, tandrem                 | 2 × DOHC, tandrem                 | 2 × DOHC, tandrem     |
| Fødesystem                                     | Multipoint            | Multipoint            | Multipoint                | Multipoint                        | Multipoint                        | Multipoint                        | Multipoint                        | Multipoint            |
| Trykladning                                    | –                     | –                     | Turbolader, ladeluftkøler | –                                 | –                                 | –                                 | –                                 | –                     |
| Køling                                         | Vandkøling            | Vandkøling            | Vandkøling                | Vandkøling                        | Vandkøling                        | Vandkøling                        | Vandkøling                        | Vandkøling            |
| Boring × slaglængde                            | 83,0 × 91,0 mm        | 83,0 × 91,0 mm        | 80,0 × 66,2 mm            | 88,0 × 68,3 mm                    | 88,0 × 68,3 mm                    | 93,0 × 72,6 mm                    | 93,0 × 72,6 mm                    | 93,0 × 78,0 mm        |
| Slagvolume                                     | 1969 cm³              | 1969 cm³              | 1997 cm³                  | 2492 cm³                          | 2492 cm³                          | 2959 cm³                          | 2959 cm³                          | 3179 cm³              |
| Kompressionsforhold                            | 10,0:1                | 10,0:1                | 8,0:1                     | 10,3:1                            | 10,3:1                            | 10,0:1                            | 10,0:1                            | 10,5:1                |
| Maks. effekt ved omdr./min.                    | 114 kW (155 hk) /6400 | 110 kW (150 hk) /6300 | 151 kW (205 hk) /6000     | 140 kW (190 hk) /6200             | 138 kW (188 hk) /6300             | 166 kW (226 hk) /6200             | 162 kW (220 hk) /6300             | 177 kW (240 hk) /6200 |
| Maks. drejningsmoment ved omdr./min.           | 187 Nm /2800          | 181 Nm /3800          | 285 Nm /2500              | 222 Nm /5000                      | 222 Nm /5000                      | 275 Nm /5000                      | 265 Nm /5000                      | 289 Nm /4800          |
| Kraftoverførsel                                |                       |                       |                           |                                   |                                   |                                   |                                   |                       |
| Drivende hjul                                  | Forhjul               | Forhjul               | Forhjul                   | Forhjul                           | Forhjul                           | Forhjul                           | Forhjul                           | Forhjul               |
| Gearkasse (standardudstyr)                     | 5-trins manuel        | 6-trins manuel        | 6-trins manuel            | 6-trins manuel                    | 6-trins manuel                    | 6-trins manuel                    | 6-trins manuel                    | 6-trins manuel        |
| Gearkasse (ekstraudstyr)                       | –                     | –                     | –                         | 4-trins automatisk                | 4-trins automatisk                | 4-trins automatisk                | 4-trins automatisk                | –                     |
| Præstationer                                   |                       |                       |                           |                                   |                                   |                                   |                                   |                       |
| Topfart                                        | 213 km/t              | 211 km/t              | 237 km/t                  | 225 km/t (220 km/t)               | 225 km/t (220 km/t)               | 243 km/t (237 km/t)               | 241 km/t (236 km/t)               | 245 km/t              |
| Acceleration 0-100 km/t                        | 9,6 sek.              | 9,8 sek.              | 8,1 sek.                  | 8,4 sek. (9,5 sek.)               | 8,4 sek. (9,5 sek.)               | 7,8 sek. (8,5 sek.)               | 7,9 sek. (8,6 sek.)               | 7,4 sek.              |
| Brændstofforbrug pr. 100 km ved blandet kørsel | 9,7 liter Blyfri 95   | 9,7 liter Blyfri 95   | 11,7 liter Blyfri 95      | 11,4 liter (12,2 liter) Blyfri 95 | 11,9 liter (12,2 liter) Blyfri 95 | 12,5 liter (13,0 liter) Blyfri 95 | 12,5 liter (13,0 liter) Blyfri 95 | 12,5 liter Blyfri 95  |
| Udstødningsnorm                                | Euro2                 | Euro3                 | Euro2                     | Euro2                             | Euro3                             | Euro2                             | Euro3                             | Euro4                 |

1. ↑  Værdier i ( ) gælder for versioner med automatgear.

#### Bemærkninger
- Versionerne med benzinmotor er ikke E10-kompatible.[3]

### Dieselmotorer
|                                                | 2,4 JTD                   | 2,4 JTD                   | 2,4 JTD                   | 2,4 JTD                      | 2,4 Multijet                 | 2,4 Multijet                 |
| Byggeår                                        | 10/1998−9/2000            | 10/2000−4/2002            | 4/2002−6/2005             | 9/2003−7/2006                | 7/2005−6/2007                | 7/2006−6/2007                |
| Motordata                                      |                           |                           |                           |                              |                              |                              |
| Motortype                                      | R5-dieselmotor            | R5-dieselmotor            | R5-dieselmotor            | R5-dieselmotor               | R5-dieselmotor               | R5-dieselmotor               |
| Antal ventiler pr. cylinder                    | 2                         | 2                         | 2                         | 4                            | 4                            | 4                            |
| Ventilstyring                                  | OHC, tandrem              | OHC, tandrem              | OHC, tandrem              | DOHC, tandrem                | DOHC, tandrem                | DOHC, tandrem                |
| Fødesystem                                     | Commonrail                | Commonrail                | Commonrail                | Commonrail                   | Commonrail                   | Commonrail                   |
| Trykladning                                    | Turbolader, ladeluftkøler | Turbolader, ladeluftkøler | Turbolader, ladeluftkøler | Turbolader, ladeluftkøler    | Turbolader, ladeluftkøler    | Turbolader, ladeluftkøler    |
| Køling                                         | Vandkøling                | Vandkøling                | Vandkøling                | Vandkøling                   | Vandkøling                   | Vandkøling                   |
| Boring × slaglængde                            | 82,0 × 90,4 mm            | 82,0 × 90,4 mm            | 82,0 × 90,4 mm            | 82,0 × 90,4 mm               | 82,0 × 90,4 mm               | 82,0 × 90,4 mm               |
| Slagvolume                                     | 2387 cm³                  | 2387 cm³                  | 2387 cm³                  | 2387 cm³                     | 2387 cm³                     | 2387 cm³                     |
| Kompressionsforhold                            | 18,45:1                   | 18,45:1                   | 18,45:1                   | 18,0:1                       | 18,5:1                       | 18,5:1                       |
| Maks. effekt ved omdr./min.                    | 100 kW (136 hk) /4000     | 103 kW (140 hk) /4000     | 110 kW (150 hk) /4000     | 129 kW (175 hk) /4000        | 132 kW (180 hk) /4000        | 136 kW (185 hk) /4000        |
| Maks. drejningsmoment ved omdr./min.           | 304 Nm /2000              | 305 Nm /1800              | 305 Nm /1800              | 385 Nm /2000                 | 385 Nm /2000                 | 385 Nm /2000                 |
| Kraftoverførsel                                |                           |                           |                           |                              |                              |                              |
| Drivende hjul                                  | Forhjul                   | Forhjul                   | Forhjul                   | Forhjul                      | Forhjul                      | Forhjul                      |
| Gearkasse (standardudstyr)                     | 6-trins manuel            | 6-trins manuel            | 6-trins manuel            | 6-trins manuel               | 6-trins manuel               | 6-trins manuel               |
| Gearkasse (ekstraudstyr)                       | –                         | –                         | –                         | 5-trins automatisk           | 5-trins automatisk           | 5-trins automatisk           |
| Præstationer                                   |                           |                           |                           |                              |                              |                              |
| Topfart                                        | 202 km/t                  | 204 km/t                  | 210 km/t                  | 222 km/t (218 km/t)          | 222 km/t (218 km/t)          | 222 km/t (218 km/t)          |
| Acceleration 0-100 km/t                        | 9,9 sek.                  | 9,9 sek.                  | 9,9 sek.                  | 8,9 sek.                     | 8,9 sek.                     | 8,9 sek.                     |
| Brændstofforbrug pr. 100 km ved blandet kørsel | 7,3 liter Diesel          | 7,6 liter Diesel          | 7,2 liter Diesel          | 7,5 liter (8,9 liter) Diesel | 7,5 liter (8,9 liter) Diesel | 7,5 liter (8,9 liter) Diesel |
| Udstødningsnorm                                | Euro2                     | Euro3                     | Euro3                     | Euro3                        | Euro4                        | Euro4                        |

1. ↑  Værdier i ( ) gælder for versioner med automatgear.